# Paul Borgnet
Paul Edouard Borgnet, né le 16 décembre 1863 à Liège et mort le 31 août 1944 à Liège, est un homme d'affaires et industriel belge.

## Biographie

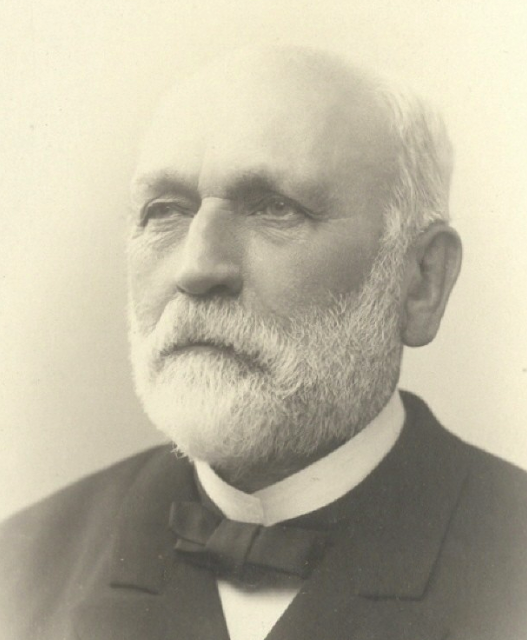
Charles Borgnet (1819-1901)

Issu d'une famille de la haute bourgeoisie industrielle liégeoise, Paul Borgnet est le fils de Charles Borgnet (1819-1901), ingénieur des mines, maître des forges et directeur de la Société des Charbonnages, Hauts Fourneaux et Laminoirs de l'Espérance de 1863 à 1886. Sa mère Julie Meslin est la fille du baron Clair Achille Meslin, un haut magistrat français et la petite-nièce de Nicolas François Bellart procureur du roi Louis XVIII à la Cour royale de Paris. Il est par ailleurs le neveu des historiens Jules Borgnet et Adolphe Borgnet, cousins de son père. Sa tante, Elise Borgnet (1805-1870) épouse en 1828 l'homme politique Jean-Baptiste Brabant, premier bourgmestre de Namur.
Le 4 août 1891, il épouse Mariette Begasse de Dhaem (1868-1939), fille de l'industriel Joseph Begasse de Dhaem (1843-1924), président de La Lainière de Sclessin SA, directeur de la C.G.E.R. et consul général d' Autriche-Hongrie à Liège, et d'Emilie van den Houten (1843-1922), dont il eut un fils et six filles.
En 1883, il s'associe avec son frère aîné, Henri. Ensemble ils fondent un atelier de galvanisation situé Quai Orban à Liège. Dès 1891, l'association est dissoute et Paul Borgnet rachète les parts de son frère: la firme H. et P. Borgnet devient les Ateliers Paul Borgnet.
En 1905, il achète plus de 16 hectares de terrains sur la commune de Flémalle-Haute afin de construire des usines plus grandes et plus modernes. En 1911, l'entreprise devient Phenix Works par la fusion de la société de Paul Borgnet avec la Société des Usines du Phénix à Roux. L'activité sidérurgique se développe rapidement et dès 1916, les usines fabriquent également des articles de ménage galvanisés. En 1925, Paul Borgnet s'équipe de son premier laminoir à chaud à tôles fines et, à partir de 1935, il se lance dans la production de fer-blanc, par étamage au trempé.
Industriel influent, Paul Borgnet devient Président de la Chambre de commerce et d'industrie de Liège au début des années 1930. A la veille de la Seconde Guerre mondiale son entreprise employait plus de 4000 salariés.
Il meurt le 31 août 1944, quelques jours auparavant il avait été questionné par la Gestapo après qu'un résistant ayant transporté de grosses sommes d'argent liquide avait reconnu les avoir reçues de Paul Borgnet.
Son gendre René Palmers (1906-1999) lui succède et développe l'entreprise à Flémalle puis à Ivoz-Ramet.

## Iconographie
Un bas-relief en hommage à Paul Borgnet réalisé par le graveur Gustave Fischweiler se trouvait dans le hall d'accueil de l'ancien bâtiment de direction de Phenix Works à Flémalle. Cette œuvre est aujourd'hui conservée à la Maison de la Métallurgie et de l'Industrie de Liège ainsi que la plaque gravée qui l'accompagnait et sur laquelle figure l'inscription suivante:
« Monsieur Paul,
Rassemblés devant votre portrait nous revivons les belles années à vos côtés, trop vite révolues et dont le souvenir nous serre la gorge.
Nous revoyons notre bon directeur qui, au cours de sa longue existence, avec courage, avec grande science, a dirigé l'usine avec bonheur.
Nous n'oublierons pas l'homme de bien toujours d'accord de faire l'aumône de sa bourse aussi bien que de ses peines pour que chacun mange à sa faim.
Monsieur Paul, nous sommes fiers de vous, nous essayerons de suivre vos exemples car des hommes de cœur de votre trempe, il y en a fort peu sous le soleil. Au nom de tous vos serviteurs »

## Famille

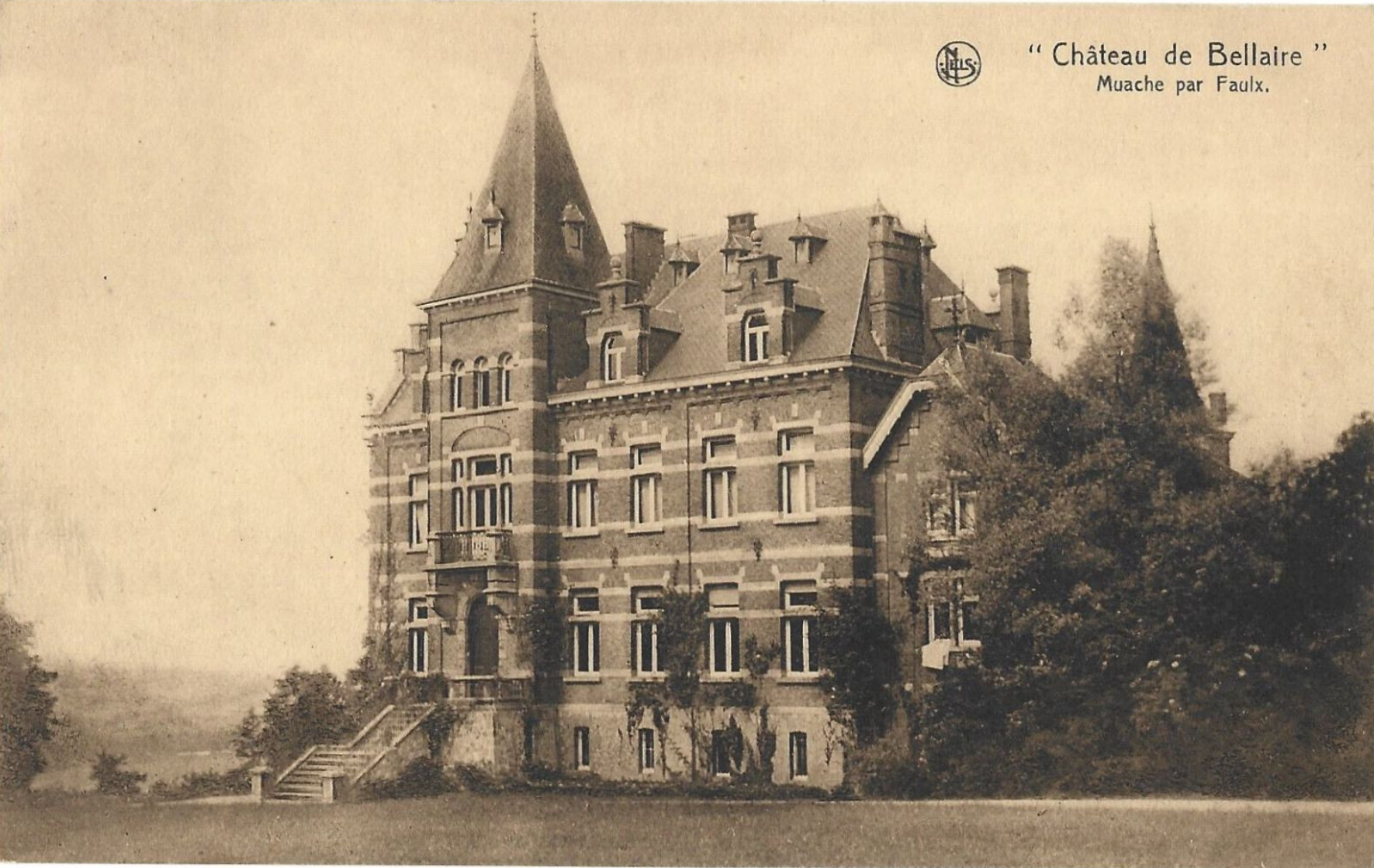
Château de Bellaire, Muache.

Paul Borgnet et son épouse Mariette sont les parents d'une famille nombreuse. Leur unique fils, Charles (né en 1897), meurt prématurément à l'âge de 7 ans. La famille Borgnet est de nouveau endeuillée en 1927 lors de la mort de l'une des plus jeunes filles du couple Borgnet, Yvonne. Les cinq autres filles de Paul Borgnet, Mariette, Gabrielle, Louise, Julienne et Germaine épousent respectivement les sieurs Maurice Neys, Marcel de Spirlet, André Lamarche, Robert de Moussac et René Palmers dont une nombreuse descendance.
Paul Borgnet est l'oncle par alliance du général Charles-Marie Condé, époux de sa nièce Fanny Euchêne. Il est également le grand-père du comte André Lamarche (1922-2015), ancien résistant, Juste parmi les nations.
Propriétaire d'un hôtel Avenue Blonden à Liège, la famille Borgnet séjournait régulièrement dans son château de Bellaire à Muache, situé à moins de deux kilomètres du château de Haltinne, propriété de la famille Lamarche.

## Décorations
- Chevalier de l'Ordre de Léopold[3]
- Chevalier de l'Ordre de la Couronne [3]
- Commandeur de l'Ordre de Léopold II[3]

## Hommage
- Rue Paul Borgnet à Flémalle, dans la Province de Liège